# Bacotia nitidella
Bacotia nitidella är en fjärilsart som beskrevs av Ferdinand Ochsenheimer 1810. Bacotia nitidella ingår i släktet Bacotia och familjen säckspinnare. Inga underarter finns listade i Catalogue of Life.